# Ro-103
Ro-103 — підводний човен Імперського флоту Японії, який брав участь у Другій світовій війні.
Ro-101 спорудили на верфі ВМФ у Куре. У січні 1943-го по завершенні тренувань корабель включили до 7-ї ескадри підводних човнів, яка вела бойові дії в Океанії у складі Восьмого флоту.
5—14 січня 1943-го Ro-103 здійснив перехід з Йокосуки на атол Трук у центральній частині Каролінських островів, де ще до війни облаштували головну базу японського ВМФ у Океанії, а 4—8 лютого перейшов до Рабаула (головна японська передова база в архіпелазі Бісмарка, з якої провадились операції на Соломонових островах та сході Нової Гвінеї).
З 9 по 28 лютого 1943-го Ro-103 здійснив бойовий похід у район новогвінейського Порт-Морсбі, під час якого не зміг досягнути якихось успіхів.
7 березня 1943-го Ro-103 полишив Рабаул, а наступної доби сів на мілину біля острова Кірівіна (Тробріанські острови в Соломоновому морі, на схід від південно-східного завершення Нової Гвінеї). Протягом кількох діб човен залишався в безпорадному стані, причому надвечір 10 березня з Ro-103 виявили ворожий надводний корабель, який, втім, не помітив японський човен. 11 березня, після того як з Ro-103 скинули торпеди, запаси продовольства, палива та прісної води, човну вдалось самостійно зійти з мілини. 17 березня Ro-103 повернувся до Рабаула (можливо відзначити, що з останнього йому на допомогу виходив човен Ro-101).
З 30 березня по 12 квітня та з 9 травня по 1 червня 1943-го Ro-103 здійснив два безрезультатні виходи для дій у районі острова Гуадалканал.
12 червня 1943-го Ro-103 знову вирушив з Рабаула для патрулювання на сході Соломонових островів. 23 червня за кілька десятків кілометрів на південь від східного завершення острова Сан-Крістобаль човен атакував конвой та потопив два транспорти. 4 липня Ro-103 повернувся до Рабаула.
11 липня 1943-го човен вирушив у похід до архіпелагу Нью-Джорджія (центральна частина Соломонових островів), де наприкінці червня висадились союзники. Протягом наступних кількох тижнів з Ro-103 неодноразово помічали ворожі кораблі, проте так і не змогли вийти в атаку. 28 липня отримали останню радіограму з човна, після чого він зник з усіма 43 членами екіпажу. Обставини загибелі Ro-103 залишились нез'ясованими, можливо, він підірвався на міні одного із загороджень, виставлених американськими кораблями «Бріс», «Преббл» та «Гембл».

## Бойовий рахунок
| Дата       | Назва      | Тип      | Тоннаж | Місце            |
| 28.06.1943 | USS Aldura | вантажне | 7440   | 11°26'S 162°01'E |
| 28.06.1943 | USS Daimos | вантажне | 7176   | 11°35'S 162°08'E |